# Titularbistum Rusticiana
Rusticiana ist ein Titularbistum der römisch-katholischen Kirche. 
Es geht zurück auf einen antiken Bischofssitz in der gleichnamigen Stadt, die sich in der römischen Provinz Numidien befand.
| Titularbischöfe von Rusticiana |                                                      |                                                                    |                   |                  |
| Nr.                            | Name                                                 | Amt                                                                | von               | bis              |
| 1                              | Angel Adolfo Polachini Rodriguez                     | Prälat von San Fernando de Apure (Venezuela)                       | 30. November 1966 | 25. März 1971    |
| 2                              | Horacio Alberto Bózzoli                              | Weihbischof in San Martín und später in Buenos Aires (Argentinien) | 30. März 1973     | 11. Juli 1978    |
| 3                              | John Joseph Nevins                                   | Weihbischof in Miami (USA)                                         | 25. Januar 1979   | 17. Juli 1984    |
| 4                              | Álvaro Corrada del Rio SJ                            | Weihbischof in Washington (USA)                                    | 31. Mai 1985      | 5. Dezember 2000 |
| 5                              | Arthur Roche                                         | Weihbischof in Westminster (Großbritannien)                        | 12. April 2001    | 16. Juli 2002    |
| 6                              | Pierre Nguyễn Văn Tốt Titularerzbischof pro hac vice | Apostolischer Nuntius                                              | 25. November 2002 |                  |